# Sanjaradi
Sanjaradi är en ort i Azerbajdzjan.   Den ligger i distriktet Astara Rayonu, i den södra delen av landet, 230 km söder om huvudstaden Baku. Antalet invånare är 1 849.
Terrängen runt Sanjaradi är kuperad åt sydväst, men åt nordost är den platt. Närmaste större samhälle är Archivan, 4,4 km nordost om Sanjaradi.
I omgivningarna runt Sanjaradi växer huvudsakligen savannskog. Runt Sanjaradi är det ganska tätbefolkat, med 192 invånare per kvadratkilometer.